# آيت المجدوب (آيت المجدوب)
آيت المجدوب هو دُوَّار يقع بجماعة آيت أوريبل، إقليم الخميسات، جهة الرباط سلا القنيطرة في المملكة المغربية. ينتمي الدوّار لمشيخة آيت المجدوب التي تضم 3 دواوير. يقدر عدد سكانه بـ 984 نسمة حسب الإحصاء الرسمي للسكان والسكنى لسنة 2004.

## وصلات خارجية
- البوابة الوطنية للجماعات الترابية
- المندوبية السامية للتخطيط